# Browningia pilleifera
Browningia pilleifera es una especie de planta suculenta perteneciente al género Browningia, dentro de la familia Cactaceae. Es endémica del norte de Perú.

## Descripción

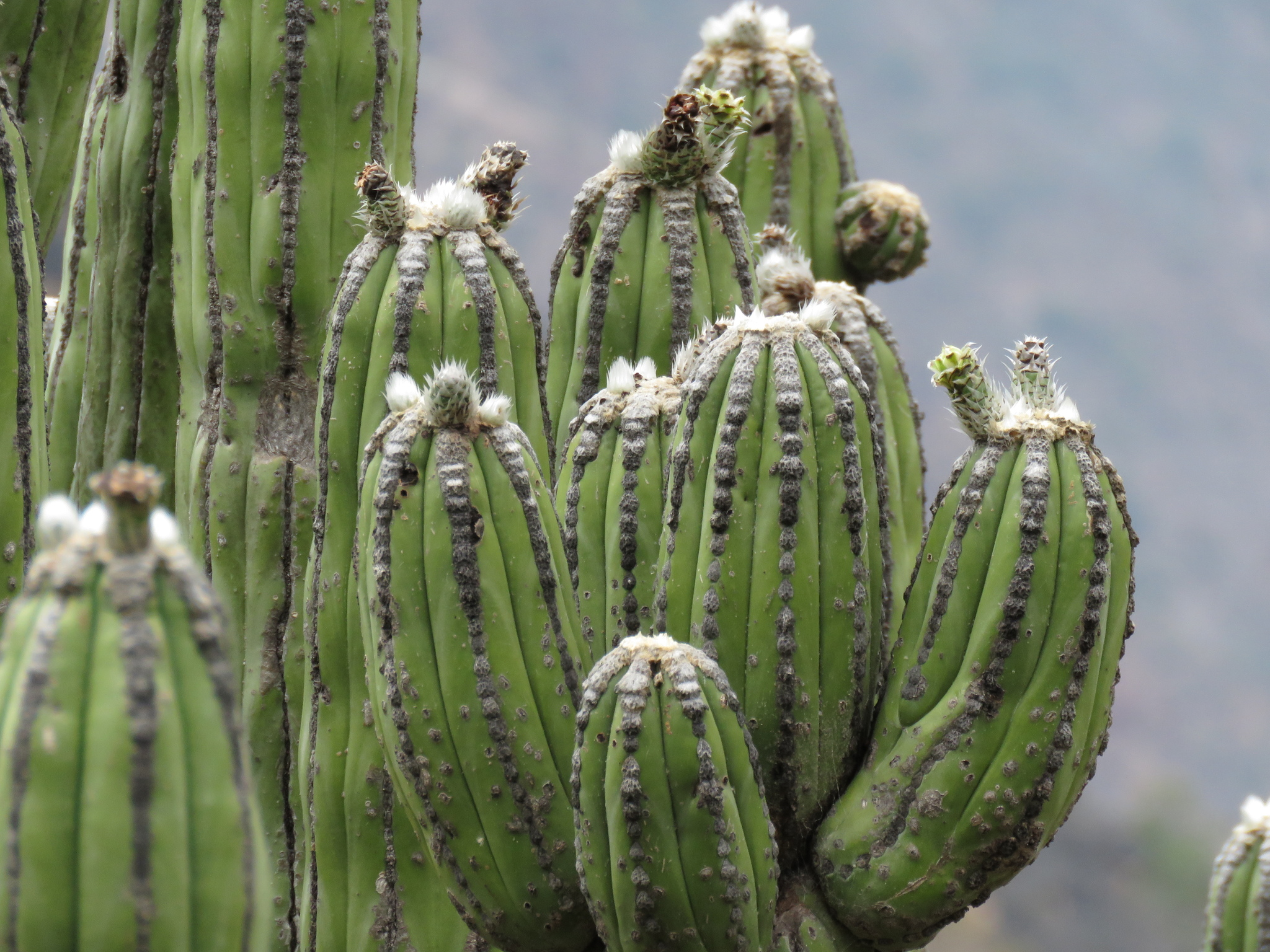
Detalle de sus tallos

Browningia pilleifera es una especie de cactus que crece en forma de árbol, se ramifica desde cerca de la base y alcanza alturas de 3 a 4 m. 
Presenta de 7 a 9 costillas triangulares o redondeadas, sobre las que se asientan las areolas, las cuales, en los tallos más viejos se fusionan y forman espinas grisáceas. Tienen hasta tres espinas centrales que miden unos 5 cm de largo, y unas 3 espinas marginales que miden de 1 a 3 mm de largo. Los brotes florales no tienen espinas, pero a veces están cubiertos de algunos pelos blanquecinos.
Las flores son de color blanco y se abren por la noche. Alcanzan una longitud de 3,2 a 3,5 cm y están cubiertas de escamas. Los frutos son de color verde, tienen forma de maza y miden hasta 2 cm de diámetro.

## Distribución y hábitat
El área de distribución nativa de esta especie es el norte de Perú y crece principalmente en el bioma tropical estacionalmente seco, en la región amazónica peruana cerca de Balsas, a lo largo del Río Marañón.

## Taxonomía
La primera descripción de esta especie fue como Gymnanthocereus pilleifer, publicada en 1967 por el botánico alemán Friedrich Ritter en la revista científica Succulenta (Netherlands) 46: 24.
Más tarde, el botánico Paul Clifford Hutchison trasladó la especie al género Browningia, por lo que pasó a llamarse Browningia pilleifera. Registró estos cambios en la revista científica Cactus and Succulent Journal 40: 23, publicada en 1968.
Etimología
- Browningia: nombre genérico otorgado en honor de Webster E. Browning (1869-1942), exdirector del Instituto Inglés de Santiago de Chile.[4]
- pilleifera: epíteto específico que deriva de las palabras latinas pilleus (que significa 'gorro de fieltro') y -fer (que significa 'soporte'), haciendo referencia a las areolas elevadas y afelpadas de la especie.[5]

## Estado de conservación
En la Lista Roja de Especies Amenazadas de la UICN, la especie está clasificada como de "Preocupación menor (LC)".

## Usos
Se cultiva principalmente como planta ornamental y su propagación se realiza normalmente a través de esquejes o semillas.

## Galería

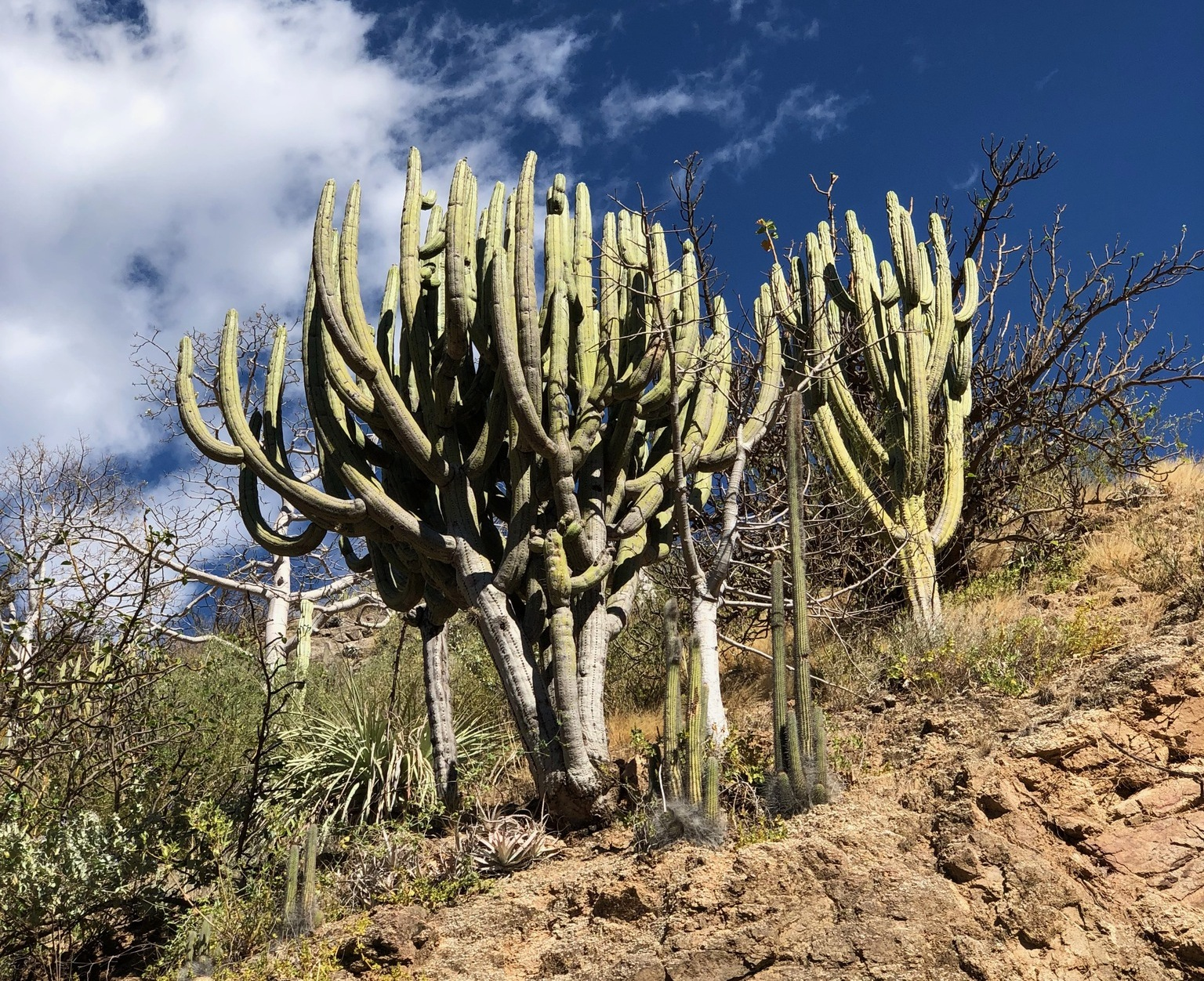
Porte de la planta
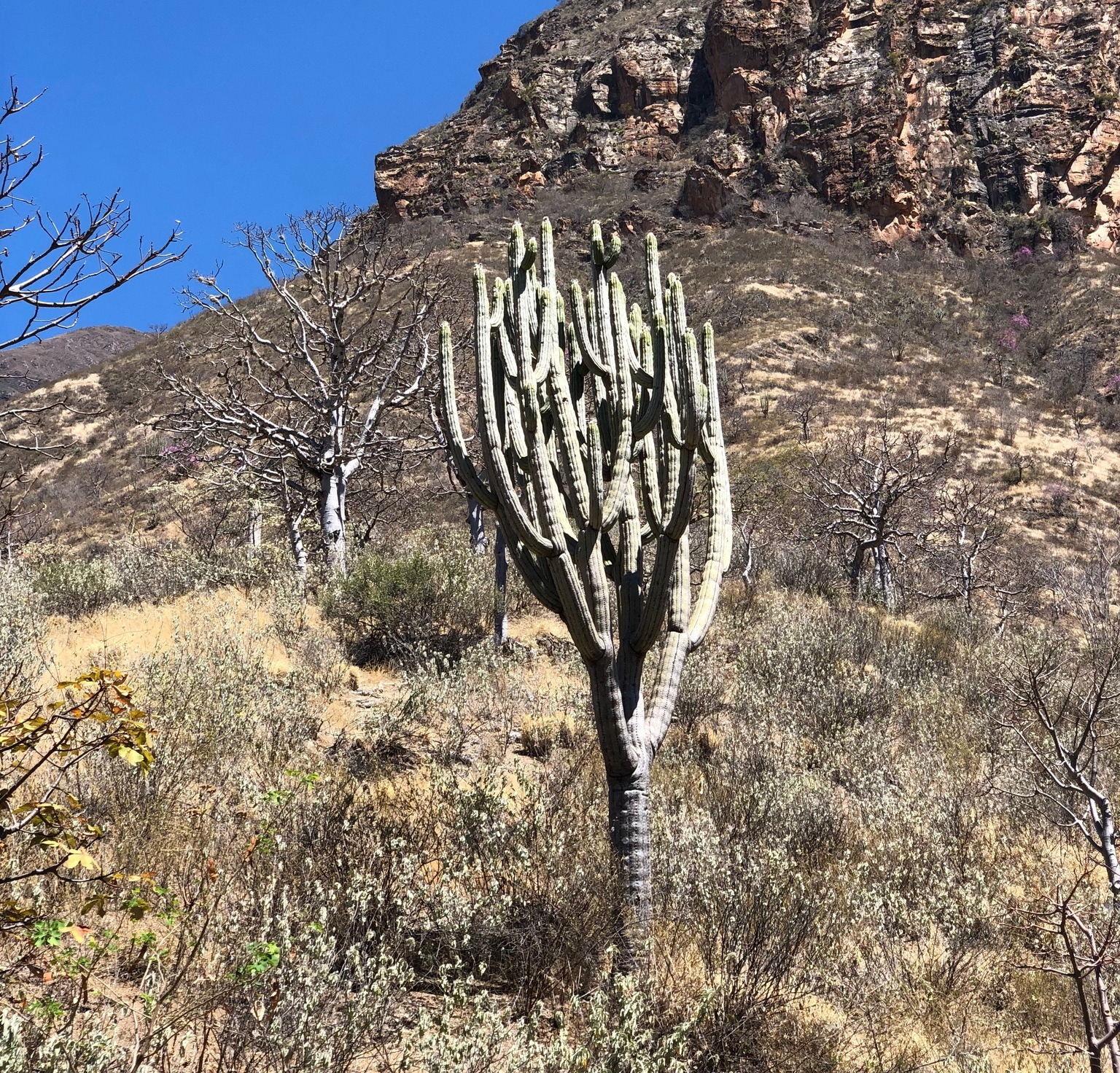
Planta con forma arborescente
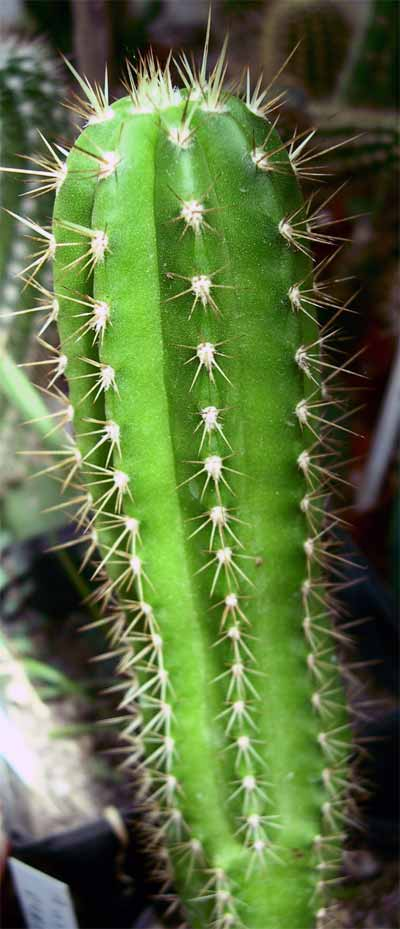
Planta en crecimiento
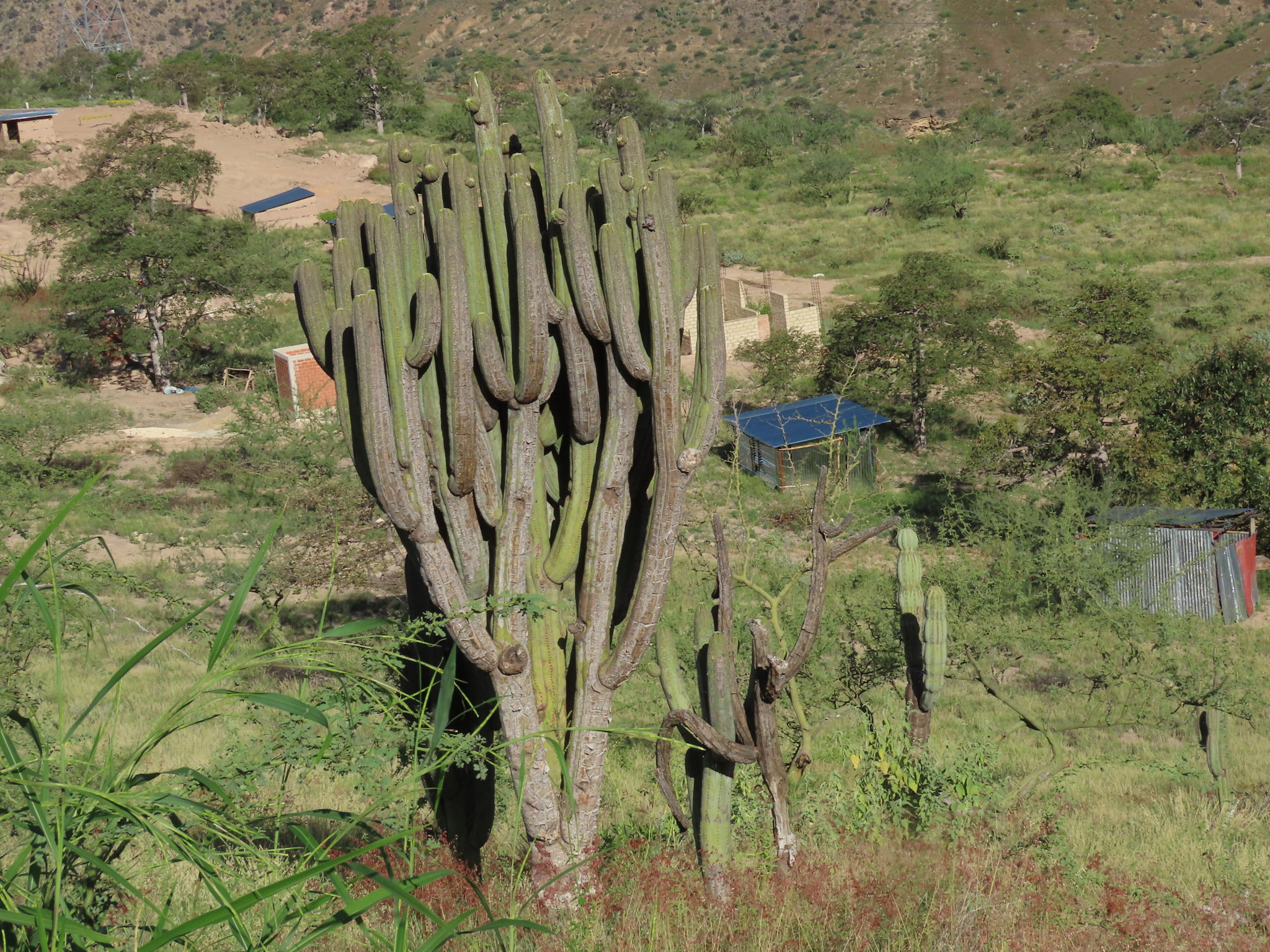
Planta en su hábitat
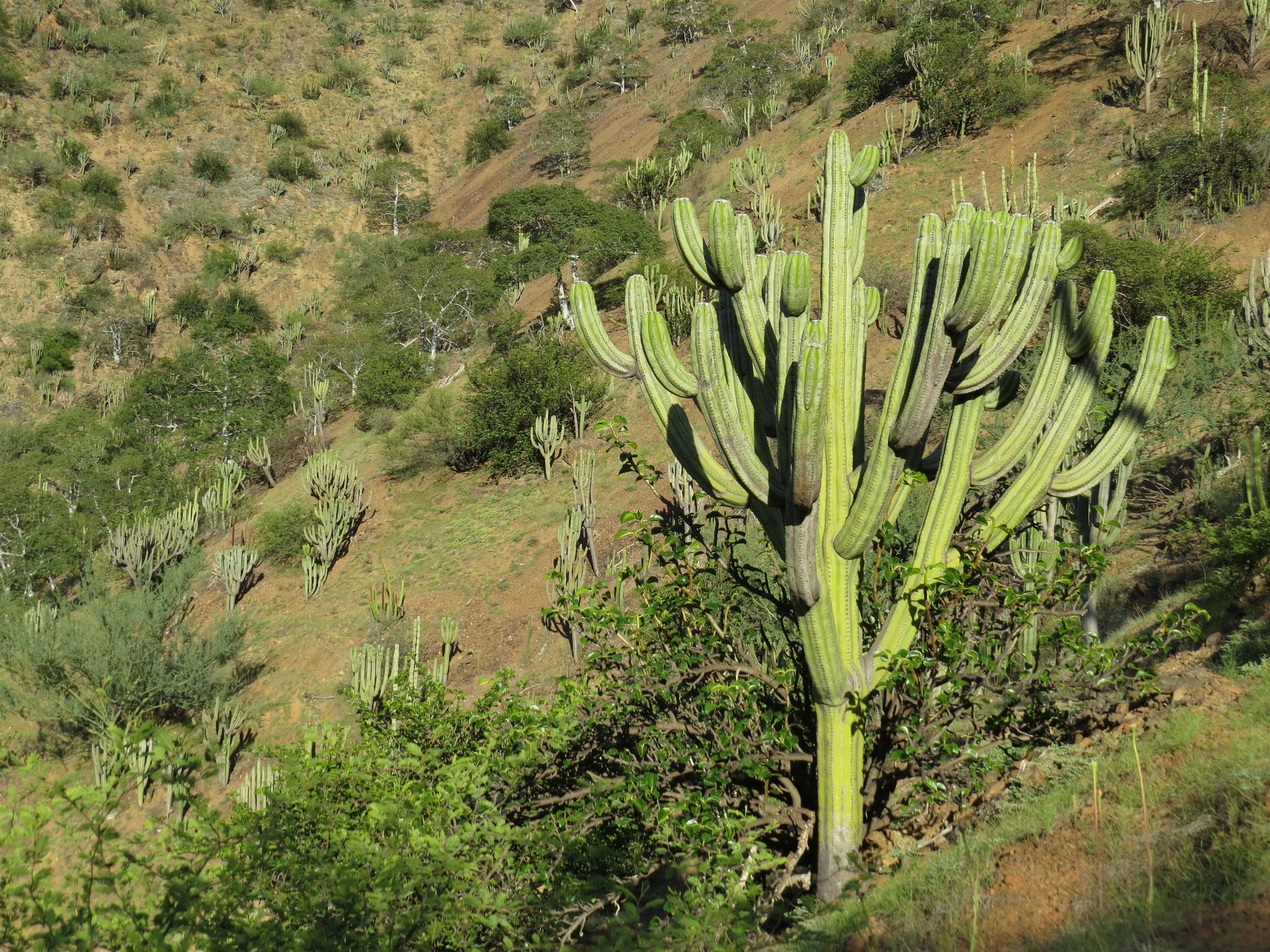
Planta en su hábitat